# Vlastějovice
Vlastějovice település Csehországban, a Kutná Hora-i járásban. Vlastějovice Pertoltice, Horka II, Hněvkovice, Chřenovice, Bělá, Jedlá és Loket településekkel határos. Lakosainak száma 462 fő (2024. január 1.).

## Népesség
A település lakosságának változását az alábbi diagram mutatja:
| Lakosok száma | 1287 | 1199 | 1143 | 806  | 619  | 527  | 458  | 450  | 467  | 462  |
|               | 1869 | 1890 | 1921 | 1950 | 1980 | 2001 | 2017 | 2019 | 2022 | 2024 |